# Kjærstrup
Kærstrup er en gammel sædegård omtrent 9 km øst for Rødby på Lolland, som nævnes første gang i 1286. Den fredede hovedbygning er opført i 1765 og ombygget i 1836, tårn opført i 1868 ved Ove Petersen.
Kjærstrup Gods er på 487 hektar.
Gården lå i Fuglse Sogn, Fuglse Herred, Maribo Amt, Holeby Kommune.

## Ejere af Kjærstrup
- (1368-1390) Anders Siundesen Mule
- (1390-1410) Axel Andersen Mule / Axel Mogensen Gjøe
- (1410-1446) Mogens Axelsen Gjøe / Henrik Staverskov Gjøe
- (1446-1500) Bo Due Henriksen Gjøe / Anders Staverskov Henriksen Gjøe
- (1500-1536) Knud Staverskov Andersen Gjøe
- (1536-1559) Anders Staverskov Knudsen Gjøe
- (1559-1567) Karen Valkendorf gift Gjøe
- (1567-1617) Henning Staverskov Andersen Gjøe
- (1617-1618) Karen Brockenhuus
- (1618-1625) Hans Pogwisch
- (1625-1635) Otto Pogwisch
- (1635-1642) Palle Rosenkrantz
- (1642-1652) Birgitte Pallesdatter Rosenkrantz gift Skeel
- (1652-1665) Christen Skeel
- (1665-1680) Margrethe Friis
- (1680-1700) Joachim Ottosen von Schack
- (1700-1719) Otto Joachimsen von Schack
- (1719-1720) Lisbeth Birgitte Rantzau gift Schack
- (1720-1725) Frederik IV
- (1725) Emerentia Hansdatter von Levetzow gift Raben
- (1725-1731) Niels Joachimsen Rosenkrantz baron Schack
- (1731-1773) Christian Frederik greve Raben
- (1773-1819) Sigfred Victor Christiansen greve Raben-Levetzau
- (1819-1820) Frederik Sophus Christiansen Raben-Levetzau
- (1820-1828) Sophus Frederik Christiansen greve Raben-Levetzau
- (1828-1843) Charlotte Emerentia Rosenkrantz-Huitfeldt gift Raben-Levetzau
- (1843-1852) Gottlob Emilius George Friedrich baron Rosenkrantz
- (1852) Slægten Raben-Levetzau
- (1852-1853) Frederik Marcus lensgreve Knuth / Petersen m.fl.
- (1853-1902) David Peter Friderichsen
- (1902-1930) Johan Mathias Wilhjelm Friderichsen
- (1930) Ove Wilhjelm Friderichsen
- (1930-1951) Mathias Wilhjelm Friderichsen
- (1951-1972) Lennart Wilhelm rigsgreve Sponneck
- (1972-1986) Esper Boel
- (1986-2001) Olga Johanne Sørensen gift Boel
- (2001- ) Marie-Pierre Boel Andresen